# Svend Leopold
Svend Valdemar Leopold (født 23. august 1874 i Hjørring, død 29. oktober 1942) var en dansk forfatter.
Leopold blev student 1893 og udsendte fire år efter (1897) den historiske roman Prinsesse Charlotte, der vakte betydelig opsigt, og afgjort også må regnes blandt Leopolds bedste arbejder, navnlig var tidsmiljøet udmærket optrukket. Den samme evne til at gribe om de gamle dages stemning dokumenterede Leopold i novellesamlingen Hyggelige Tider (1898); mindre sikker er den i hans to andre historiske romaner Enevold Brandt (1902) og Prins af Danmark (1905), samt i skuespillet fra frihedsårene Pro Patria (1904, opført på Dagmarteatret), hvor en alt for stærk satire svækkede helhedsvirkningen og stemningen.
Denne satiriske trang synes at være en hovedingrediens i Leopolds senere forfatterskab (Goethes Kat, Vore Oldenborgere, Det blaa Monarki, Vort Bourgeoisi, Lavrbær og Roser, en dramatiseret skildring af grevinde Danner: Hos Grevinden, en samling eventyr og fantasier: Professor Filurius, romanen Den vingede Hest og to samlinger med udpræget litterær satire: Omkring Parnasset og Tres Talenter med flere), men dens udslag er ofte noget forceret og så kunstig tilspidset, at den tilsigtede virkning nu og da forspildes.
Leopold har endelig skrevet et par samtidsromaner Den store Eros (1902) og Fyrstinde Hardenberg (1916), den sidste en noget nærgående nøgleroman med københavnermiljø som baggrund. Min Ungdoms Bog (1907) viste en større inderlighed end Leopolds tidligere arbejder. I 1922 begyndte Leopold en romancyklus om Ludvig Holberg. Flere af Leopolds bøger er oversat til tysk og hollandsk. Selv har forfatteren rejst meget og navnlig opholdt sig i længere tid i Dresden og Weimar.
Leopold skrev libretto til Hakon Børresens opera "Den kongelige Gæst", der blev uropført i 1919. Forlægget var en novelle af Henrik Pontoppidan, der beskrev kvindebedåreren Holger Drachmann.